# Fervent Dream
Fervent Dream is het debuutalbum van de Zweedse rockband Wolverine. Het kwam uit als ep in het jaar 1999. Het album sloeg dermate aan dat Fervent Dream in 2001 nog een keer werd uitgebracht. De ep is opgenomen gedurende de termijn oktober 1998 tot en met juli 1999.  De twee bonustracks die op de heruitgave verschenen zijn opgenomen in oktober en november 2000. De tweede uitgave is een geremasterde versie, de bewerking werd verricht door EROC, bekend vanwege de Duitse band Grobschnitt en zijn soloalbums. Het management van Wolverine zat destijds in Baarlo.

## Musici
- Andreas Daglien – toetsinstrumenten
- Per Brodesson – gitaar
- Stefan Zell – zang, basgitaar
- Marcus Losbjer – slagwerk, grunts
- Mikael Zell – gitaar

Met
- strijkkwartet: Elin Hedlund, Tuva Moderer (viool), Caroline Sjöberg (altviool), Helena Bohman (cello).

## Muziek
| Nr. | Titel                | Duur |
| --- | -------------------- | ---- |
| 1.  | Whispers on the wind | 8:17 |
| 2.  | Echoes               | 7:54 |
| 3.  | More than grief      | 6:32 |
| 4.  | Again?               | 7:48 |
| 5.  | Last words           | 1:45 |
| 6.  | Time (bonus)         | 3:51 |
| 7.  | Resistance (bonus)   | 1:48 |